# Stephen Miran
Stephen Ira Miran est un économiste américain. Il est stratège principal chez Hudson Bay Capital Management, cofondateur de la société de gestion d'actifs Amberwave Partners et fellow adjoint au Manhattan Institute. Il est président du Conseil des conseillers économiques depuis 2025. 

## Jeunesse et formation
Stephen Miran obtient un diplôme de l'université de Boston en 2005, où il étudie l'économie, la philosophie et les mathématiques. Il reçoit un doctorat en économie de l'université Harvard en 2010, où il est étudiant sous la direction de Martin Feldstein.

## Carrière professionnelle

### Débuts
Stephen Miran est conseiller en politique économique pour le département du Trésor de 2020 à 2021, sous la direction de Steven Mnuchin en tant que secrétaire du Trésor.
Il est stratège principal chez Hudson Bay Capital Management.

### Président du Conseil des conseillers économiques
Le 22 décembre 2024, le président élu Donald Trump nomme Stephen Miran comme candidat à la présidence du Conseil des conseillers économiques. Le 13 mars 2025, il est confirmé par le Sénat des États-Unis par un vote de 53 contre 46.
Le 7 août 2025, il est nommé par Donald Trump au poste de membre du Conseil des gouverneurs de la Réserve fédérale des États-Unis, en remplacement d'Adriana Kugler, démissionnaire.

## Points de vue économiques
Stephen Miran a critiqué la recommandation du président de la Réserve fédérale, Jerome Powell, concernant un important paquet de stimulations en 2020.
En juillet 2024, Stephen Miran a co-écrit un article avec l'économiste américano-iranien Nouriel Roubini, accusant le département du Trésor de réduire la part des obligations et des titres à long terme, abaissant ainsi les rendements et prolongeant l'inflation.
En novembre 2024, Stephen Miran a publié A User's Guide to Restructuring the Global Trading System (Guide pratique pour la restructuration du système commercial mondial), examinant les outils permettant de remodeler le commerce international à la suite de la réélection du président Trump. L'article analyse les stratégies tarifaires et monétaires dans le contexte de la surévaluation du dollar, présentant les conséquences potentielles sur les marchés.